# Состав

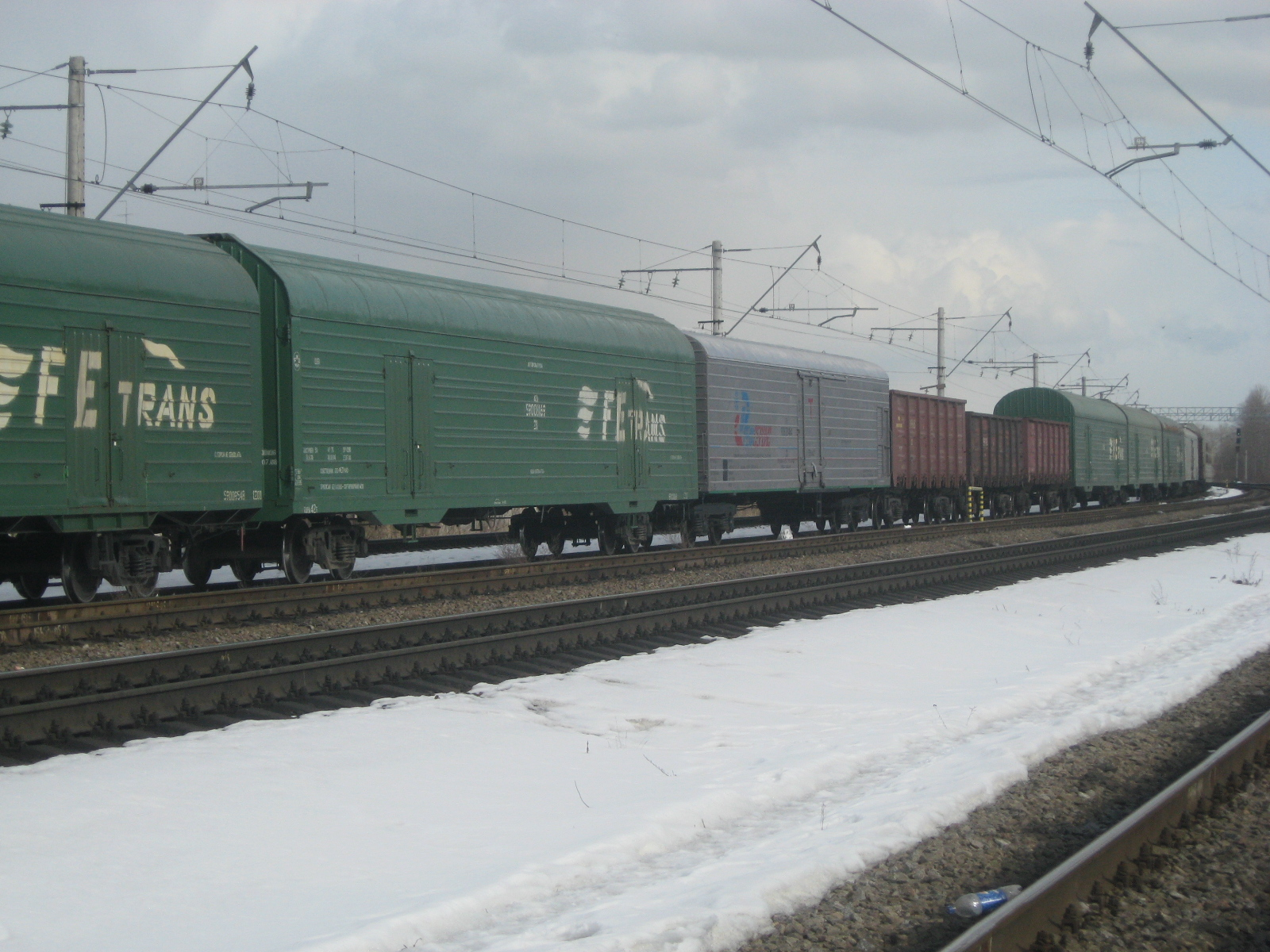
Залізничний состав з різних вагонів

Соста́в (від рос. состав — «склад», «суміш», «утворення») — ряд залізничних вагонів, зчеплених разом і готових до відправки або таких, що вже рухаються.

## Формування та розпуск состава
Формування состава проводиться у процесі маневрових робіт на станціях (моторвагонні состави зазвичай формуються в депо). Розміри состава залежать від ряду факторів:
- норми його довжини і ваги на ділянці;
- вантажо- і пасажиропотоку на ділянці;
- корисної довжини приймально-відправних колій станції;
- потужності маневрового локомотива.